# Бутаван
Бутаван (фр. Boutavent) насеље је и општина у североисточној Француској у региону Пикардија, у департману Оаза која припада префектури Бове.
По подацима из 2011. године у општини је живело 86 становника, а густина насељености је износила 19,68 становника/km². Општина се простире на површини од 4,37 km². Налази се на средњој надморској висини од 220 метара (максималној 226 m, а минималној 203 m).

## Демографија
| 1962. | 1968. | 1975. | 1982. | 1990. | 1999. | 2011. |
| ----- | ----- | ----- | ----- | ----- | ----- | ----- |
| 73    | 90    | 66    | 74    | 81    | 76    | 86    |

График промене броја становника у току последњих година